# Hushegyi Gábor
Hushegyi Gábor (Pozsony, 1959. november 14. –) Németh Lajos-díjas (2011) szlovákiai magyar művészettörténész, művészeti író, esztéta, egyetemi tanár.

## Életpályája
Szülei: Hushegyi Lajos és Peller Margit. A pozsonyi magyar gimnáziumban érettségizett. 1980-1985 között a pozsonyi Komensky Egyetem Bölcsészettudományi Karának filozófia-esztétika szakos hallgatója volt. 1986-1987 között a pozsonyi Új Szó szerkesztőségében volt gyakornok. 1987-1990 között a Népművelési Intézet esztétikai nevelés szakcsoportjának szakelőadója volt. 1990-1994 között a nyitrai Pedagógiai Főiskola rajz tanszékén volt adjunktus. 1994 óta a Komensky Egyetem Bölcsészettudományi Karának magyar nyelv és irodalom tanszékén adjunktus. 1994-2000 között a Kalligram Alapítvány kuratóriumának elnöke volt. 1995-1998 között a Szlovák Rádió magyar adásainak művészeti kritikusa volt. 1998 óta a Műértő pozsonyi tudósítója. 1998-1999 között a Műcsarnok kurátora volt. 2004–2005 között a nyitrai Konstantin Filozófus Egyetem Közép-Európai Tanulmányok Kara Nemzeti és Nemzetiségi Kultúrák Intézetének tudományos munkatársa volt. 2005 óta A Szlovákiai Magyar Kultúra Múzeumának kurátora, gyűjteménykezelője. 2007 óta a pozsonyi Képzőművészeti Egyetem óraadó tanára.

## Magánélete
1990-ben házasságot kötött Rudas Dórával. Egy fiuk született; Ádám (1990).

## Művei
- Hagyományteremtés szemléletváltással? Gondolatok a kassai magyar képzőművészek csoportos tárlata kapcsán (1995)
- Németh Ilona (1996, 2001)
- Új galéria Somorján. Károlyi Zsuzsanna és Somorjai Kiss Tibor kiállítása (1996)
- Stúdió erté 1987-1997. A Stúdió erté helye, szerepe és jelentősége a csehszlovákiai művészetben (1997)
- Brogyányi Kálmán művészetkritikai és művészetelméleti tevékenysége a művészettörténet és hazai magyar irodalomtörténet tükrében (1997)
- Németh (2007)
- Ilona Németh (tanulmány, 2008)
- Transart Communication. Performance & Multimedia Art. Studio erté 20. (angol–magyar–szlovák, Sőrés Zsolttal, 2008)
- Halász-Hradil Elemér. A Halász család budapesti magángyűjteményéből. Kiállítás. SZNM–SZMK, Brämer-Kúria, Pozsony, 2008. május 14–június 22. Duna Menti Múzeum, Komárom, 2008. június 27–augusztus 30.; fel. szerk. Hushegyi Gábor; Hagyományok és Értékek Polgári Társulás és a Szlovák Nemzeti Múzeum–Szlovákiai Magyar Kultúra Múzeuma, Pozsony, 2008
- Németh [Németh Ilonáról]; szlovákra ford. Antal Nagy Anna; Kalligram, Pozsony, 2008
- Magyarok a sztálinista Csehszlovákiában 1948-1963. Tanulmányok; összeáll. Hushegyi Gábor; Hagyományok és Értékek Polgári Társulás, Szlovákiai Magyar Kultúra Múzeuma, Pozsony, 2011
- Sokszínű városaink. Szlovákiai írók vallomásai városuk többnemzetiségű múltjáról; összeáll. Karádi Éva, Hushegyi Gábor, bev. Szigeti László, szerk. Nádori Attila; Kossuth, Bp., 2016